# 宇田川宏
宇田川 宏（うだがわ ひろし、1928年 - 2017年8月30日）は、日本の教育学者。専攻は教育内容・教育方法。
東京生まれ。1955年東京教育大学文学部哲学科卒業。日本福祉大学社会福祉学部教授、教育科学研究会常任委員、全国民主主義教育研究会副会長、「教育委員の区民投票を成功させる中野区民連絡会」会長。
現代哲学の理論をふまえて道徳を意味の問題であるととらえ、その立場から道徳と道徳教育の本質、内容、方法の検討を試みることが、道徳教育の研究に必要であると呈示した。教育と福祉の制度間接続について研究した。
道徳教育、社会科教育、生活指導に関する提言を行った。教育科学研究会の機関誌『教育』、全国民主主義教育研究会の機関誌『未来をひらく教育』への寄稿者となった。また、東京都中野区の教育委員公選制に中野区民として関与した。
さらに、身体運動に係る健康教育、健康に関する学習について「デイリー体操」の実践を追究した。

## 道徳教育とその実践的課題
道徳教育は、子どもの道徳性と、その中軸をなす人間的価値意識の形成を中心的課題とする。それを学校の教育活動の全体を通じてどのように展開するかが、これからの道徳教育の探求的課題となるだろう、と1980年代の初めに指摘した。また、1980年代までの研究成果として、道徳の授業の成立条件を5つに集約した。第1、道徳の授業の内容は、それが授業である以上、子どもがなにか新しい事実や世界を知るものでなければならない。第2、子どもが思考をめぐらして主体的に学習するような道徳の授業が成立するためには、資料(教材)はリアリティや発見のある、子どもの心を揺り動かすものでなければならない。第3、道徳の授業で学習が成立するためには、他の教科の授業と同様に、子どもの思考と発言の自由が保障されていなければならない。第4、道徳の授業は「価値意識や規範意識を教える」のではない(教えることはできないし、教えてはならない)。第5、第1から第4までのことにより道徳の授業が成立するのだとすれば、道徳の授業の目標・内容・方法を教師が自由に工夫できる教育の自由が必要になる。

## 社会科教育実践における生活と科学
教育の生活との結合、および教育の科学との結合という教育行為の成立のための2つの基本原則の緊張関係のなかで、社会科の内容をどのように構成するのかを問題にした1952年における勝田守一と梅根悟との論争を総括して、「どのような社会科が「日本社会の民主化」を実現できる子どもたちを育てることができるか」が問題となっているのだから、「論争当事者のイデオロギーを問題にするより、それぞれの主張に基づいて具体的な内容を構成し、それらを実践の場で検討することが何よりも求められた」はずなのに、事態がそのように展開しなかった、と1980年代後半に指摘した。

## 論文
- 「「道徳と教育」部会の活動報告と問題点」『教育』第16巻5号、1966年
- 「「道徳と教育」部会の活動報告と問題点-2-」『教育』第16巻7号、1966年
- 「高校生の意識について―学生運動と関連しながら」『教育』第19巻5号、1969年
- 「問題提起」『教育』第19巻13号、1969年
- 「七〇年代に生きる教師と教育運動―「集団」をめぐって」『教育』第20巻13号、1970年
- 「戦後教育と私-15-おそい目ざめ」『教育』第24巻1号、1974年
- 「教科研運動の総括--これまでとこれから」『教育』第24巻3号、1974年
- 「今日の高校生問題--高校生をどうとらえるか」『教育』第25巻13号、1975年
- 「現代の高校生と高校教育実践」『教育』第27巻10号、1977年
- 「たしかな学力とゆたかな人格をどう育てるか―第一七回大会総括報告」『教育』第28巻13号、1978年

## 著書
- 『道徳教育の実践―自主的な子どもをどう育てるか』（藤田昌士と共編）総合労働研究所、1981年
- 『現代の社会を教える―社会科教育の歴史・理論と課題学習』エイデル研究所、1987年
- 『道徳教育と道徳の授業』同時代社、1989年
- 『わたしたちの「子ども讃歌」―子どもたちの心の扉を開こう』あいわ出版、1989年
- 『自分で選ぶデイリー体操―「40歳から」をビューティフルに生きるために』農山漁村文化協会、1991年
- 『教育委員を住民の手で―中野区準公選制が教えるもの』岩波書店、1991年
- 『「道徳」授業をのりこえる』（藤田昌士、大畑佳司と共著）明治図書出版、1991年
- 『教職への招待―教育と福祉をつないで』（伊藤篤、高橋智と共編著）ミネルヴァ書房、1994年
- 『年齢に負けない身体の作り方―デイリー体操のすすめ』同時代社、1997年
- 『生きる意味を学ぶ道徳教育』同時代社、1998年